# Мерень (Чимішлійський район)
Мерень (рум. Mereni) — село в Молдові в Чимішлійському районі. Входить до складу комуни, центром якої є село Албіна.